# Упадок Османской империи

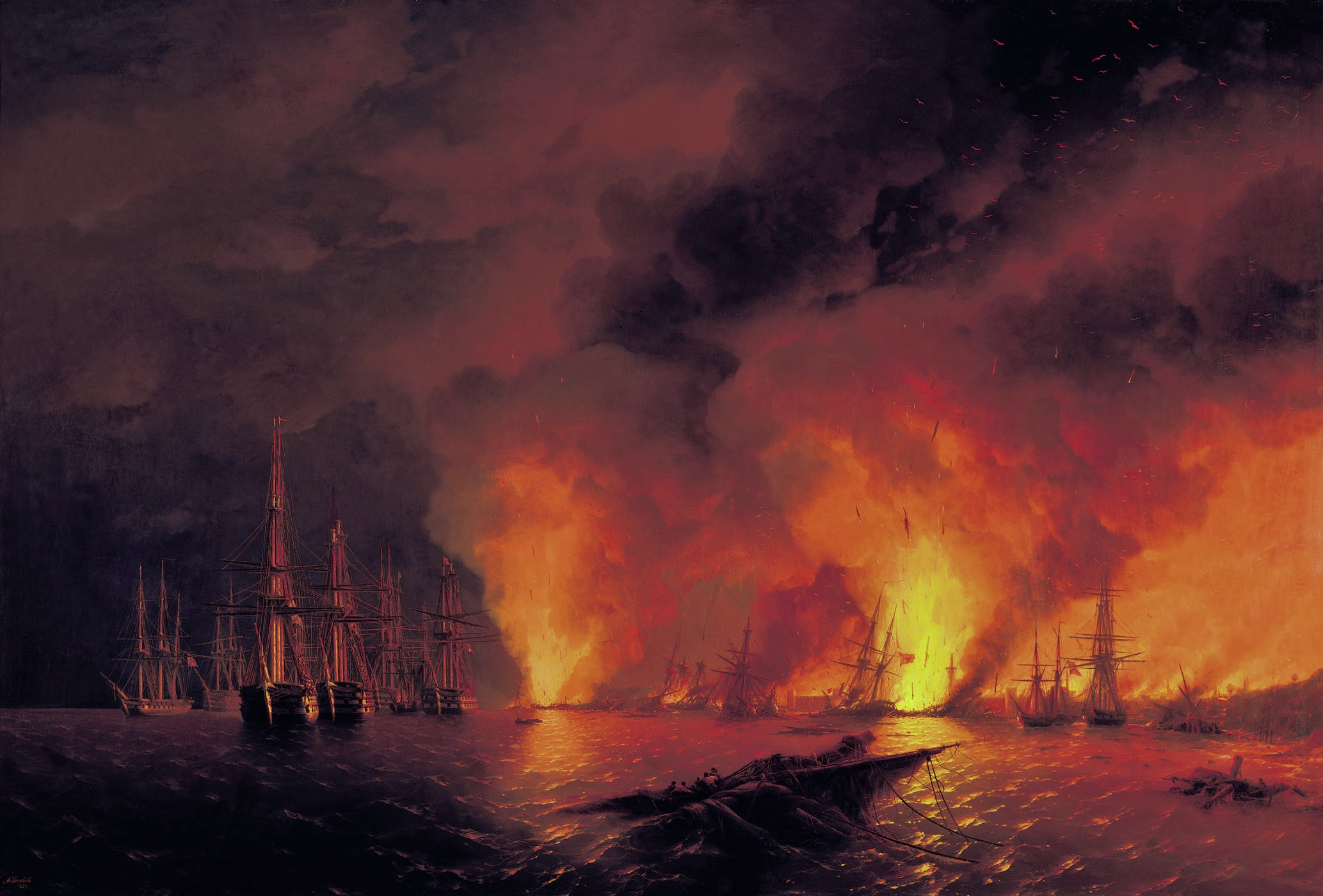
Гибель турецкого флота в Синопском сражении

В период Танзимата (1839—1876) Порта провела конституционные реформы, которые привели к созданию армии, комплектуемой по призыву, реформирования банковской системы, замены религиозного закона на светский и замены заводов на гильдии. 23 октября 1840 года в Стамбуле было открыто министерство почтовой связи Османской империи.
В 1847 году Сэмюэл Морзе получил патент на телеграф от Султана Абдул-Меджида I. После успешного испытания телеграфа, 9 августа 1847 года турки начали строительство первой телеграфной линии Стамбул-Эдирне-Шумен.
В 1876 году в Османской империи была принята конституция. В эпоху первой конституции в Турции был создан парламент, упразднённый султаном в 1878 году. Уровень образования христиан в Османской империи был намного выше образования мусульман, что вызвало большое недовольство последних. В 1861 году в Османской империи насчитывалась 571 начальная школа и 94 средних школ для христиан, в которых учились 14 000 детей, что превышало число школ для мусульман. Поэтому в дальнейшем изучение арабского языка и исламской теологии было невозможно. В свою очередь, более высокий уровень образования христиан позволил им играть большую роль в экономике. В 1911 году из 654 оптовых компаний Стамбула, 528 принадлежали этническим грекам.
В свою очередь, Крымская война 1853—1856 годов стала продолжением длительного соперничества крупнейших европейских держав за земли Османской империи. 4 августа 1854 года во время Крымской войны Османская империя взяла свой первый кредит. Война стала причиной массовой эмиграции крымских татар из России — эмигрировало около 200 000 человек. К концу Кавказской войны 90 % черкесов покинули Кавказ и обосновались в Османской империи.
Многие нации Османской империи в XIX веке охватил подъём национализма. Зарождение национального сознания и этнического национализма в Османской империи было главной её проблемой. Турки сталкивались с национализмом не только у себя в стране, но и за её пределами. Число революционных политических партий в стране резко возросло. Восстания в Османской империи в XIX веке были чреваты серьёзными последствиями, и это повлияло на направление политики Порты в начале XX века.

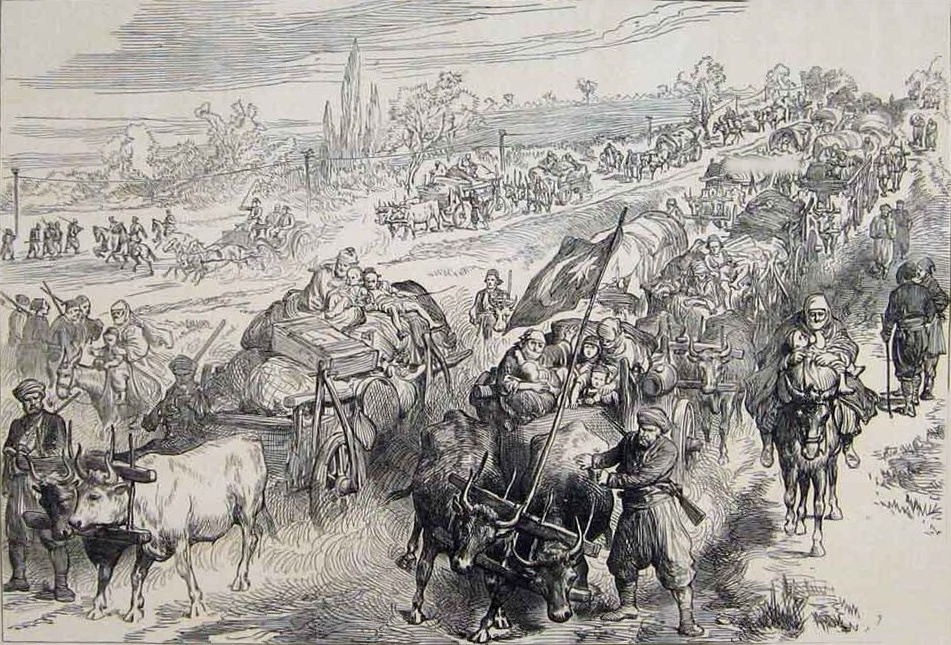
Бегство турок из Болгарии после русско-турецкой войны

Русско-турецкая война 1877—1878 годов закончилась решительной победой Российской империи. 
В результате оборона турок в Европе резко ослабла. Болгария была очищена от турок и обрела независимость вместе с Румынией и Сербией. В 1878 году Австро-Венгрия оккупировала османские провинции Боснийский вилайет и Новопазарский Санджак, но турки не признали вхождение их в состав этого государства и всеми силами пытались вернуть их обратно.
В свою очередь, после Берлинского конгресса 1877 года, британцы начали агитационную деятельность за возвращение туркам территорий на Балканах. В 1878 году англичанам было передано правление Кипром. В 1882 году британские войска вторглись в Египет, якобы для подавления восстания Араби-паши, захватив его. В 1894—1896 годах в результате массовых убийств армян в Османской империи было убито 100 000 или 300 000 человек.
После сокращения в размерах Османской империи, многие балканские мусульмане переселились в её пределы. К 1923 году в состав Турции входили лишь Анатолия и Восточная Фракия.